# Blindis Spitze
Blindis Spitze är ett berg i Österrike.   Det ligger i distriktet Lienz och förbundslandet Tyrolen, i den centrala delen av landet, 300 kilometer väster om huvudstaden Wien. Toppen på Blindis Spitze är 2 754 meter över havet.
Terrängen runt Blindis Spitze är huvudsakligen bergig, men den allra närmaste omgivningen är kuperad. Runt Blindis Spitze är det ganska glesbefolkat, med 26 invånare per kvadratkilometer.. Närmaste större samhälle är Matrei in Osttirol, 15,6 kilometer öster om Blindis Spitze. 
Trakten runt Blindis Spitze består i huvudsak av gräsmarker.